# Vilhivka, Horohiv
Vilhivka (în ucraineană Вільхівка) este localitatea de reședință a comunei Vilhivka din raionul Horohiv, regiunea Volînia, Ucraina.

## Demografie
Componența lingvistică a localității Vilhivka
     Ucraineană (98,87%)
     Rusă (1,13%)
Conform recensământului din 2001, majoritatea populației localității Vilhivka era vorbitoare de ucraineană (98,87%), existând în minoritate și vorbitori de rusă (1,13%).